# 条斑隆背蛛
条斑隆背蛛（学名：Tylorida striata）为肖峭科隆背蛛属的动物。分布于中国至澳大利亚、台湾岛以及中国大陆的四川、湖南、湖北、浙江、贵州、安徽等地，常见于多居山区灌丛。
其种加词“striata”意为“有条纹的”。